# Margaretamys
Margaretamys là một chi động vật có vú trong họ Muridae, bộ Gặm nhấm. Chi này được Musser miêu tả năm 1981. Loài điển hình của chi này là Mus beccarii Jentink, 1880.

## Các loài
Chi này gồm các loài: